# Itinerario
De Itinirario, volledige titel: Itinerario: Voyage ofte schipvaert van Jan Huygen van Linschoten naer Oost ofte Portugaels Indien, 1579-1592, was een boek geschreven door de Nederlander Jan Huygen van Linschoten. Met de publicatie van dit boek opende Huygen van Linschoten de wereld van de Indische Oceaan met diens culturen en specerijenmarkten voor de Europese lezer. Daarom wordt het boek ook wel "de Sleutel tot de Oost" genoemd.

## Achtergrond

### Portugese monopolie
In de zestiende eeuw hadden de Portugezen de monopolie verkregen op de handel met Oost-Azië. Hierin hadden zij alleen concurrentie van Spanje. Nadat deze tweelanden in een personele unie terecht kwamen verdween deze concurrentie. In Azië hadden ze de Estado da India Portuguesa gevestigd, de Portugese staat van India en de stad Goa fungeerde als hoofdstad.
Kennis over de handelsroutes in Azië werden verzameld in de roteiros, teksten met gedetailleerde informatie over de zeeroutes. Om de monopolie in Azië te behouden hielden de Portugezen deze kennis geheim. Petrus Plancius stuurde in 1592 de gebroeders Frederik en Cornelis de Houtman naar Lissabon om daar in een spionagemissie enkele roteiros te bemachtigen. Ze kwamen alleen met enkele kaarten terug.

### Van Linschoten
Halverwege de zestiende eeuw was de economie van de Nederlanden flink verstrengeld met de economie op het Iberisch schiereiland. Jan Huygen van Linschoten vertrok op zestienjarige leeftijd dan naar Lissabon en in 1583 kwam hij in dienst van de zojuist aangestelde bisschop van Goa, Jão Vicente da Fonseca. Van Linschoten raakte tijdens zijn periode in Goa beïnvloed door het werk van José de Acosta en diens Historia natural y moral de las Indias.
Al tijdens zijn verblijf in Azië verzamelde Van Linschoten de nodige bronnen voor het schrijven van de itinerario. Zo vormden de manuscriptatlassen van Fernão Vaz Dourado en het botanische werk de Colóquios dos simples e drogas da India van Garcia de Orta een belangrijke bron voor de Itinerario. Daarnaast leerde Van Linschoten Dirck Gerritsz. Pomp kennen van wie hij informatie verkreeg.
Huygen van Linschoten verzamelde waarschijnlijk het meeste van zijn materiaal in Angra do Heroísmo, de hoofdstad van de Azoren. Nadat Engelsen de Spaanse Armada in 1588 versloegen verschoof de maritieme macht van het Iberisch schiereiland naar Noordwest-Europa. De biograaf van Huygen van Linschoten meldde dat hij de tijd van zijn verblijf op Terceira gebruikte om daar geheime Portugese zeejournalen te verkrijgen. Van Linschoten maakte ook een beschrijving van het eiland en keerde uiteindelijk in 1592 terug in Enkhuizen.

## Totstandkoming
Bij het vergaren van de kennis verkreeg Van Linschoten belangrijke hulp van zijn vriend Bernardus Paludanus, die natuurkundige was. Hij verkreeg uit India verschillende exemplaren voor zijn rariteitenkabinet van Van Linschoten. Paludanus schreef ook de nodige teksten voor de Itinerario. Paludanus had contact met de Leidse botanist Carolus Clusius, die het werk van Orta en Acosta had vertaald, en zijn indirecte invloed is terug te vinden in de botanische hoofdstukken van de Itinerario.
Van Linschoten had ook etsen gemaakt voor bij het boek en zijn entnografische portretten staan bekend vanwege hun detail voor kleding, fenotype, haar, juwelen, mode, transport en seksuele mores. Zijn etsen werden gegraveerd in kopergravures door Joannes van Doetecum de Oude en zijn zoons Joannes en Baptista die werden gebruikt voor de druk. Petrus Plancius vervaardigde de wereldkaart die in het boekwerk terecht zou komen. De Itinerario en de vijf regionale kaarten werden vervaardigd door Arnold en Hendrik van Langren. De titelpagina van het werk kwam van de hand van Lambert Cornelisz. Het boek werd gedrukt bij Cornelis Claesz en bij de best vervaardigde kopieën werden de afbeeldingen door verschillende afzetters ingekleurd waar ze vervolgens in vellum werden gebonden. Deze edities werden voor een hogere prijs verkocht.

## Inhoud

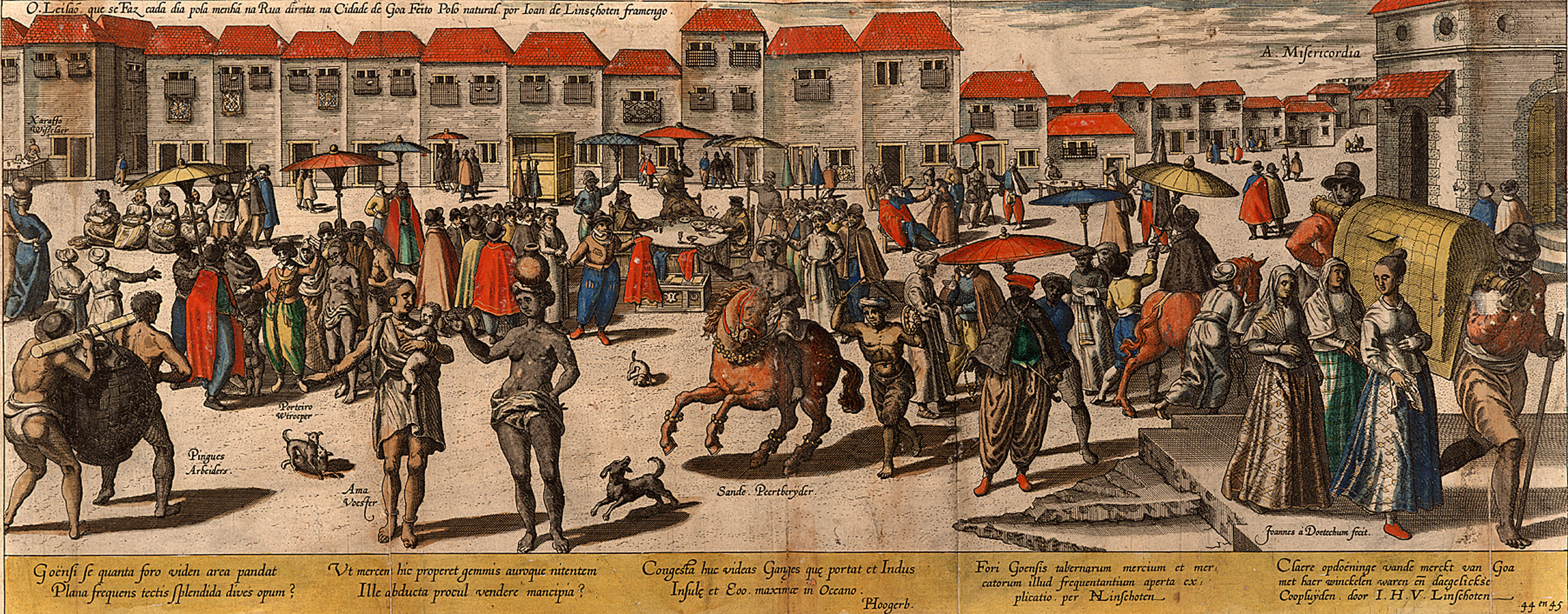
Een straat in Goa, afbeelding uit de Itinerario.

De Itinerario werd zoals het gebruikelijk was opgedragen aan de Staten-Generaal van de Nederlanden. Het Reys-geschrift droeg Van Linschoten op aan de admiraliteiten van Holland en Zeeland en aan stadhouder Maurits van Oranje. Het Extract was opgedragen aan de Staten van Holland en West-Friesland.
De Itinerario bestaat uit drie verschillende boeken dat ieder hun eigen titel(pagina) en paginanummering heeft. Het eerste boek bevat het reisverslag van Van Linschoten van de reis die hij van Lissabon naar Goa maakte. Het verslag bevat informatie over de verschillende landen in de regio, maar vooral ook veel informatie over Goa. Daarnaast bevatte het informatie over waar bepaalde specerijen te verkrijgen waren en voor welke prijs. Ook toonde het boek de zwaktes van het Portugese handelsnetwerk in Azië.

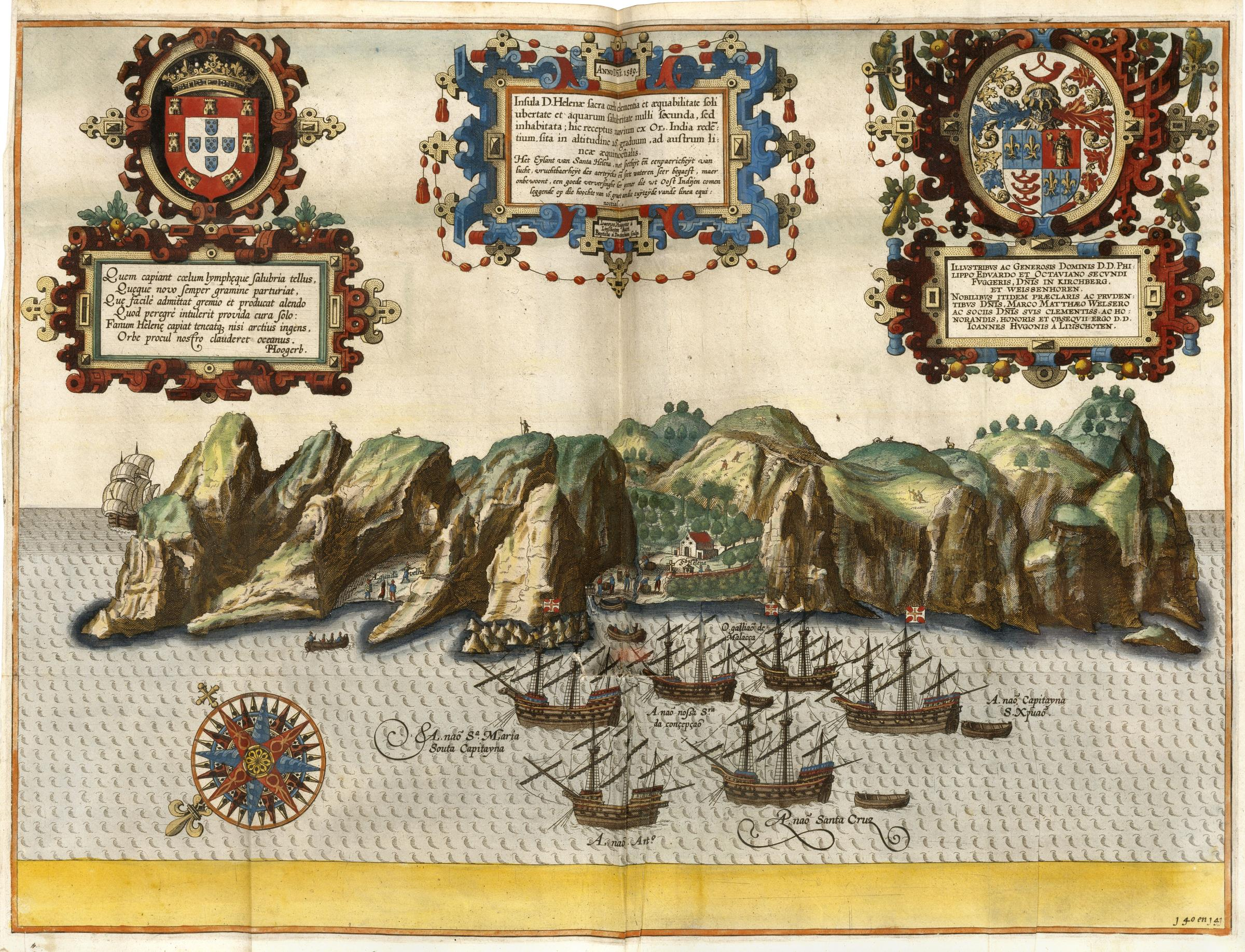
Tekening van het eiland Sint-Helena uit de Itinerario

Het Reys-geschrift is het tweede deel van het werk en bevat zeilinstructies voor de reis naar het oosten. Het was juist deze informatie die cruciaal zou zijn voor de oprichting van de VOC en daarmee een basis legde voor de handel en kolonisatie van Oost-Azië door de VOC. Dit deel verscheen al in 1595, voor de andere delen, zodat Cornelis de Houtman ervan gebruik kon maken bij de Eerste Schipvaart.
Het derde deel was de Beschryvinghe en dat deel bevatte informatie over de westkust van Afrika en over Amerika. Deze informatie was aan het werk van Van Linschoten toegevoegd om op deze manier een groter publiek aan te spreken. Paludanus schreef een groot deel van de teksten van dit deel.
In de allereerste editie van de Itinerario werden de aantekeningen van Paludanus door middel van het lettertype van elkaar gescheiden. De tekst van Van Linschoten was in gotisch en dat van Paludanus in romein. De tekst van Paludanus wees op medisch gebruik en op terminologische problemen.

### Kaarten

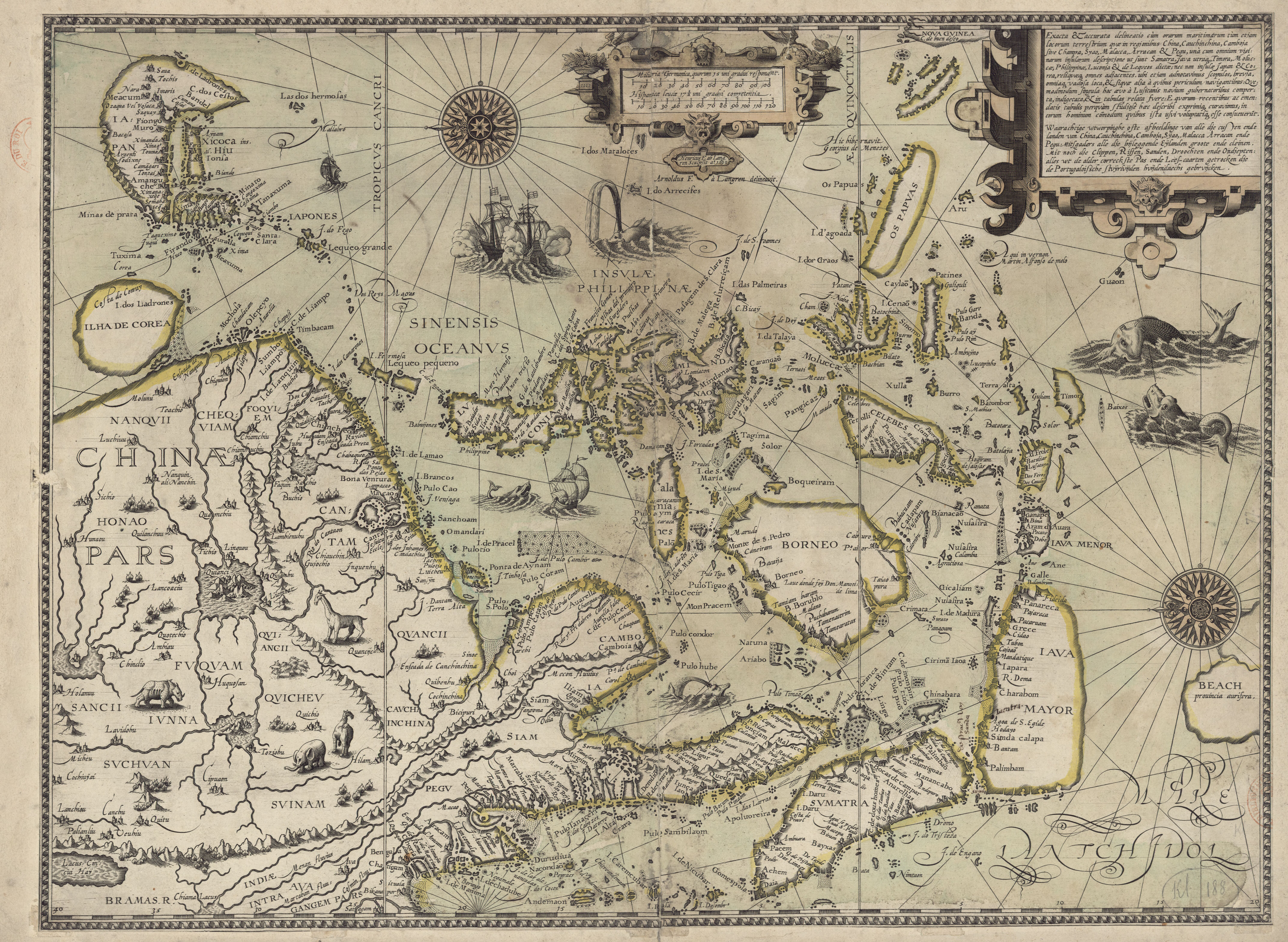
Kaart van Zuidoost-Azië uit de Itinerario

De Itinerario bevat diverse kaarten:
- De wereldkaart van de twee halfronden.
- Oostkust van Afrika
- Het noorden van de Indische Oceaan
- Oost-Azië van Timor tot aan Japan.
- Afrikaanse westkust en het zuidelijk Atlantisch gebied
- Zuid-Amerika, inclusief Florida

## Publicatiegeschiedenis
Direct na publicatie van de Nederlandse editie van de Itinerario bestelde de Engelsman Richard Hakluyt een Engelstalige versie en deze werd in 1598 gepubliceerd. Een Duitse vertaling verscheen van de hand van de gebroeders Bry uit Frankfurt en voegden hun eigen gravures toe. In 1604 verscheen een nieuwe druk in het Nederlands en in 1610 publiceerde Claesz ook de eerste Franse vertaling. Jan Evertsen Cloppenburgh bracht in de loop der jaren diverse herziene edities uit, maar aan het einde van de zeventiende eeuw was het werk al in de vergetelheid geraakt in de Republiek.
Pas in de negentiende eeuw verscheen het boek weer op de markt. In 1885 liet de Hakluyt Society een nieuwe editie drukken. De Linschoten-Vereeniging ontstond in 1908 en de eerste editie sinds de Gouden Eeuw verscheen in Nederland tussen 1910 en 1939.

## Vertalingen
Zij werden hier later in gevolgd door hun Franse en Engelse collega's. Zo werd de Engelse vertaling van het Reys-geschrift gebruikt voor de expeditie van Thomas Best naar de Indische Oceaan in 1611. De Engelsen gebruikten het boekwerk zoveel dat de VOC een herdruk in 1619 verbood. Toch bleven uitgaves van het Reys-geschrift verschijnen.